# Чкаловская (станция)
Чка́ловская — железнодорожная станция хордовой линии Мытищи — Фрязево Ярославского направления Московской железной дороги. Расположена в городе Щёлково Московской области. Входит в Московско-Курский центр организации работы железнодорожных станций ДЦС-1 Московской дирекции управления движением. По основному характеру работы является промежуточной, по объёму работы отнесена к 3 классу.
С июня 2014 года оборудована турникетами.
Время движения от Ярославского вокзала — около 1 часа, от станции Фрязево — около 40 минут.

## История
С 1932 по 1937 год называлась Томской в честь советского партийного деятеля Михаила Томского. После того как Томский был объявлен «врагом народа» и покончил жизнь самоубийством, станцию в 1937 году переименовали в Чкаловскую по фамилии известного лётчика В. П. Чкалова.
Согласно дневнику генерала Каманина, именно на этой платформе весной 1963 года произошёл инцидент с участием троих пьяных членов отряда космонавтов и милиции. В результате разбирательства уже имевшие ранее взыскания космонавты были отчислены из отряда. Одним из них был Нелюбов.
Неподалёку от платформы около железнодорожного переезда до 2013 года находился памятник самолёту истребителю-бомбардировщику Су-7Б с надписью «Покорителям неба». Памятник перенесён (на расстояние 200 м) ближе к автомобильному въезду «А» военного аэродрома Чкаловский в связи со строительством Чкаловского путепровода (2014) Щёлковского шоссе А103 (18 км).
Ранее была станцией 4 класса.